# Poa menachensis
Poa menachensis är en gräsart som beskrevs av Georg August Schweinfurth. Poa menachensis ingår i släktet gröen, och familjen gräs. Inga underarter finns listade i Catalogue of Life.